# Linet
Linet Menashe (Hebreeuws: לינט, Tel Aviv, 5 maart 1975) is een Israëlisch zangeres van Turks-Joodse roots. Linet maakt vooral arabeskmuziek. 

## Levensloop

### Beginjaren
Linet is geboren en getogen in Tel Aviv, Israël. Haar moeder, Leyla, was een Turkse muziekzangeres uit Bursa. Haar vader, Shmuel Menashe, was Turkse jood uit Istanboel. Naast Linet heeft het gezin twee andere dochters. Linet begon op haar vijfde samen met haar moeder te zingen bij evenementen. Op haar zestiende bracht ze haar eerste single uit.

### Carrière
In 1993 nam ze met het nummer Aniana deel aan het Kdam Eurovision, een voorronde van het Eurovisiesongfestival 1993. Ze eindigde echter op tiende plaats. In 1995 bracht ze haar eerste album, in Turkije, uit. Haar album had ze gebaseerd op de liedjes van zanger Orhan Gencebay, wie ze drie jaar eerder had ontmoet. Met dit album behaalde ze twee gouden certificeringen.
Linet keerde tussen 2003 en 2006 weer terug naar Israël, waar ze naast het opnemen van albums ook een snoepwinkel opende. Naast Turks en Hebreeuws heeft ze ook liedjes opgenomen in het Arabisch en Engels. In 2020 verscheen Linet, na enkele jaren afwezig te zijn, weer in de Turkse muziekscene: ze was te gast bij Ibo Show, een praatprogramma van Ibrahim Tatlises.
In 2021 nam Linet deel aan de Israëlische editie van X-Factor, waarbij een vertegenwoordiger geselecteerd wordt voor het Eurovisiesongfestival 2022 dat in Italië zal worden gehouden.

### Privéleven
Ondanks dat Linet 3 maanden in het Israëlisch defensieleger had gediend, verklaarde ze in 2021 dat ze weigerde om de resterende tijd van haar dienstplicht in Israël te vervullen.
Linet heeft twee nationaliteiten: Israëlische (sinds haar geboorte) en Turkse (vanaf 1995).

## Discografie[8]

### Albums
1. Birlikte Söyleyelim / שירו איתנו
2. Para Para / כסף הכסף
3. Hayatın Çiçeği, Anne / פרח החיים ,אמא
4. Et Libi Koveş / את ליבי כובש
5. Linet (1995)
6. Linet'in Müzik Kutusu (1997)
7. Ölümsüz Aşk (1999)
8. אישה אחרת / Different Woman (2003)
9. Layla (2004)
10. Paylaşmak İstiyorum (2009)
11. Kalbimin Sahibi Sen (2011)
12. Yorum Farkı (2012)
13. Yorum Farkı II (2015)
14. Bilir misin? (2018)

### Singles
(onder meer:)
1. Yatsın Yanıma (2020)
2. חומות חימר / Yalnız değilsin (2021)